# Christo Stojanow (1892–1970)
Christo Nikołow Stojanow (bułg. Христо Николов Стоянов, ur. 6 lutego 1892 w Orjachowie, zm. 5 marca 1970 w Szumenie) – bułgarski wojskowy i polityk, generał major, minister spraw wewnętrznych i opieki zdrowotnej Carstwa Bułgarii (1923), deputowany do Wielkiego Zgromadzenia Narodowego 6. (1946–1949) kadencji.

## Życiorys
Jako oficer rezerwy uczestniczył w wojnach bałkańskich (1912-1913) i w I wojnie światowej. W 1914 ukończył studia prawnicze na Uniwersytecie Sofijskim. Od 1910 działał w Bułgarskim Ludowym Związku Chłopskim. Po zakończeniu wojny pracował jako adwokat w Szumenie. Z rekomendacji partii chłopskiej w latach 1919-1921 pełnił funkcję starosty w Szumenie, a następnie Dyrekcji Prac Publicznych. W 1923 stanął na czele resortu spraw wewnętrznych i zdrowia publicznego w rządzie Aleksandra Stambolijskiego. Po zamachu stanu w 1923 i obaleniu rządu Stambolijskiego, Stojanow został aresztowany, ale rok później został zwolniony z więzienia i wyjechał do Królestwa SHS. W czasie pobytu na obczyźnie tworzył struktury partii chłopskiej na emigracji. Powrócił do Bułgarii w 1933 i zaangażował się w działalność w BZNS Wrabcza. W latach 1936–1938 pracował w czasopiśmie Selski głas. W latach 1941–1943 internowany wraz z grupą opozycyjnych polityków.
Po przejęciu władzy przez komunistów we wrześniu 1944 związał się z odrodzonym BZNS Nikoły Petkowa i w 1946 uzyskał mandat poselski. W 1946 aresztowany przez władze komunistyczne i osadzony w obozie w Belene. Zwolniony w 1959, mieszkał w Szumenie, gdzie zmarł w 1970.